# Kafr Sa'd
Kafr Sa'd es un distrito de la gobernación de Damieta, Egipto. En julio de 2017 tenía una población estimada de 265 467 habitantes.
Se encuentra ubicado al norte del país, junto a la costa del mar Mediterráneo y el ramal del Nilo denominado Damieta, en el delta del Nilo.